# Tres eran tres (película)
Tres eran tres es una película de comedia española de 1955 dirigida por Eduardo García Maroto, escrita por él mismo, por Jaime García-Herranz y por Antonio de Lara . Parodia, en tres segmentos separados, diferentes géneros cinematográficos . 
Recibe en 1954 la Medalla de Oro del Círculo de Escritores de Cine al mejor guion.

## Reparto
- Manuel Alba ("Una de pandereta")
- José Alburquerque ("Una de indios")
- Mariano Alcón ("Una de indios")
- Antonio Almorós ("Una de pandereta")
- Manuel Arbó González, el monstruo ("Una de monstruos")
- Francisco Bernal ("Una de indios")
- Xan das Bolas ("Una de indios")
- Félix Briones hijo ("Una de indios")
- Félix Briones ("Una de indios")
- José Bódalo ("Introducción: Tribunal")
- Rafael Calvo Revilla ("Una de pandereta")
- Antonio Casas ("Una de indios")
- José Castells ("Una de pandereta")
- Irene D'Astrea ("Introducción: Tribunal")
- Antonio Díaz del Castillo ("Una de pandereta")
- María Luisa Díaz Pavón ("Una de indios")
- Ángel Etura ("Una de pandereta")
- Maite Guerri ("Una de pandereta")
- Manuel Guitián ("Una de indios")
- Guillermo Hidalgo ("Una de indios")
- Arturo Marín ("Una de pandereta")
- José Meana ("Una de pandereta")
- Fernando Merino ("Una de pandereta")
- Manolo Morán as Announcer ("Una de monstruos" y "Una de pandereta")
- Carlos Muñiz ("Introducción: Tribunal")
- Matilde Mújica ("Una de pandereta")
- Rosa Palomar
- Teófilo Palou ("Una de pandereta")
- Nicolás D. Perchicot ("Introducción: Tribunal")
- Joaquín Portillo 'Top' ("Una de monstruos")
- Gustavo Re ("Una de pandereta")
- Manuel Requena ("Una de monstruos")
- Antonio Riquelme Announcer ("Una de indios")
- Jacinto San Emeterio ("Una de monstruos")
- Emilio Santiago ("Una de pandereta")
- Pilar Sirvent ("Una de indios")
- Luis Sánchez Polack ("Una de monstruos")
- Aníbal Vela ("Una de pandereta")
- Laura Vázquez Díaz ("Una de monstruos")
- Pablo Álvarez Rubio ("Una de pandereta")
- Ángel Álvarez ("Introducción: Tribunal")

## Premios
10.ª edición de las Medallas del Círculo de Escritores Cinematográficos
| Categoría   | Nominados                                                      | Resultado |
| ----------- | -------------------------------------------------------------- | --------- |
| Mejor guion | Eduardo García Maroto Jaime García-Herranz Tono Ángel Falquina | Ganadores |

## enlaces externos
- Tres eran tres en Internet Movie Database (en inglés).

- Datos: Q3998420